# Acraea assimilis
Acraea assimilis är en fjärilsart som beskrevs av Le Doux 1922. Acraea assimilis ingår i släktet Acraea och familjen praktfjärilar. Inga underarter finns listade i Catalogue of Life.